# 克鲁克斯陨石坑
克鲁克斯陨石坑（Crookes）是月球背面赤道区一座年轻的大撞击坑，约形成于哥白尼纪 ，其名称取自英国化学家及物理学家威廉·克鲁克斯（1832年—1919年），1970年被国际天文联合会正式批准接受。

## 描述

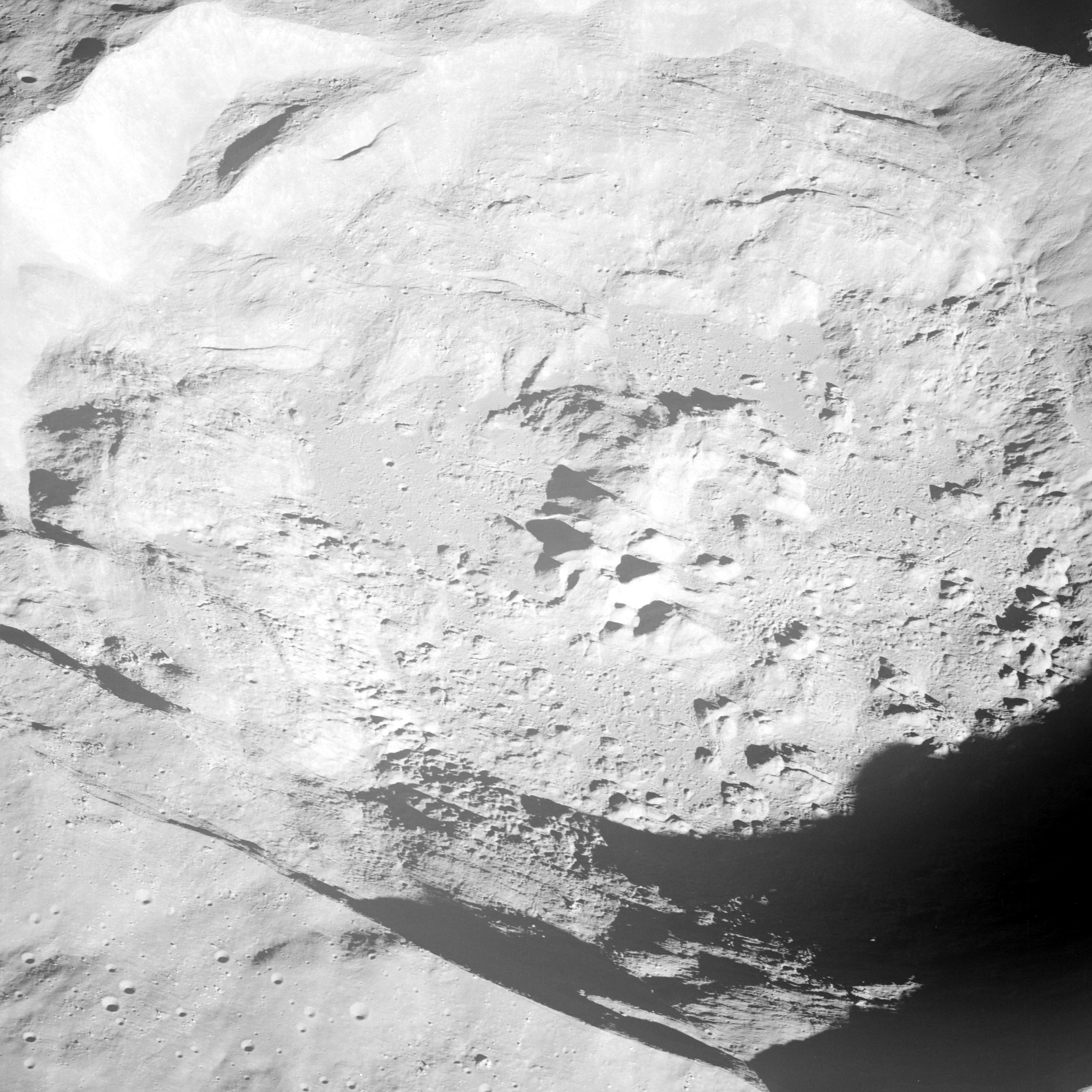
阿波罗8号拍摄的陨坑内部照片

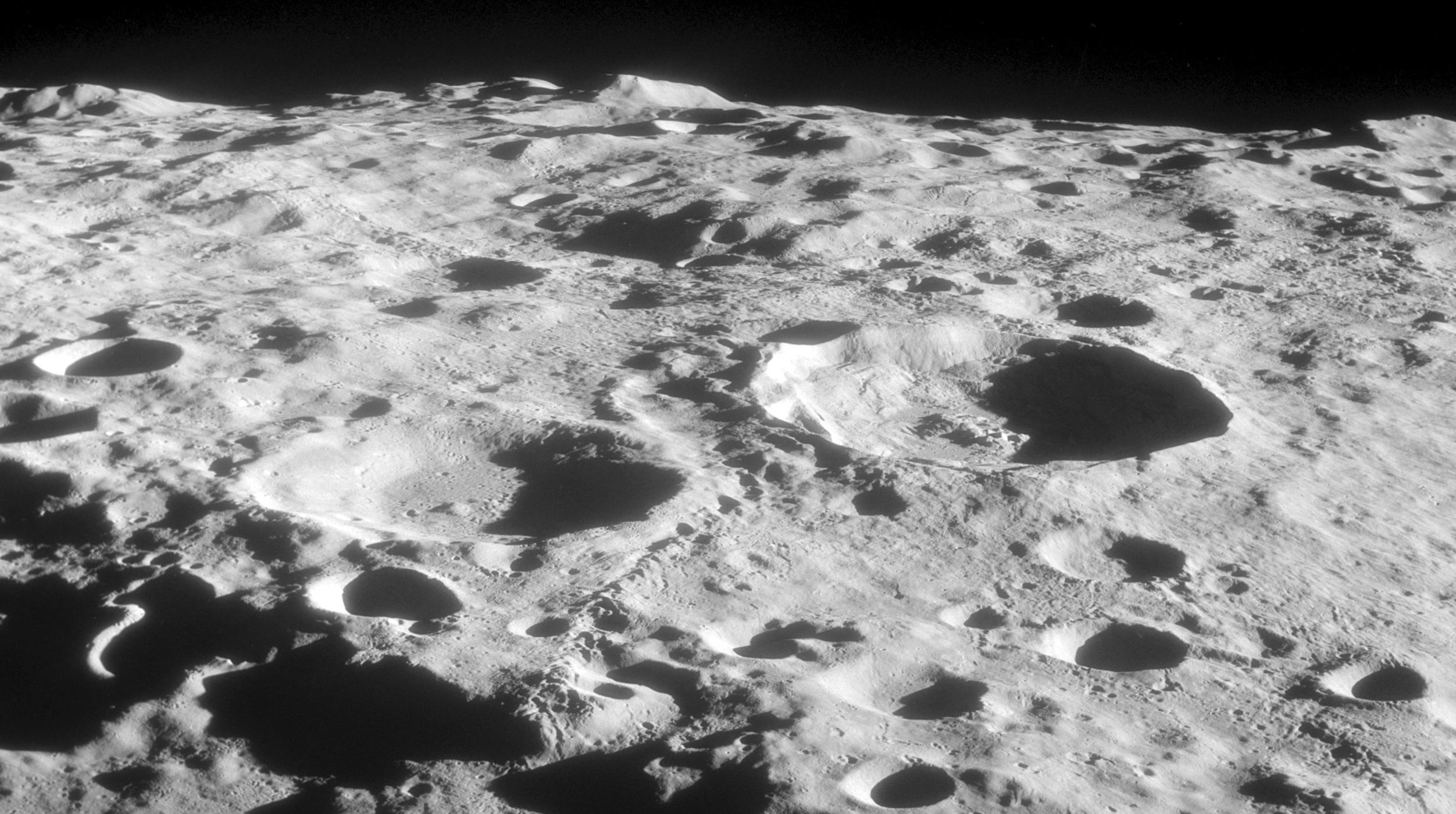
阿波罗11号拍摄的朝南斜视图，中右是克鲁克斯陨石坑、中左为卫星坑克鲁克斯 D。请注意前景中醒目的次生坑链，背景中为莫霍洛维奇环形山。

该陨坑西邻阿米奇环形山、西北靠近伊卡洛斯环形山、巨大的科罗廖夫环形山位它的东北，东南和西南分别是多普勒环形山和麦凯勒环形山。克鲁克斯陨石坑的中心月面坐标为10°18′S 164°30′W / 10.3°S 164.5°W，直径48.25公里，深度2.322公里。
克鲁克斯陨石坑呈多边形状，坑沿边缘清晰，内侧壁为宽阔的阶地结构，坡底显示有崩塌的岩石堆积。坑壁平均高出周边地形1110米，内部容积1842.7公里³。坑底表面地形崎岖，分布有很多小山丘；中心偏东侧坐落着一座中央峰。该陨坑位于一射纹系统的中央，其反照率较周边同类年轻的撞击坑更高。
克鲁克斯陨坑形成时喷发的溅射物构成了一圈连绵的覆盖层，环陨坑至少扩展至自身直径一倍的地方，包括科罗廖夫盆地很大的一部分。在此之外，
是向四周延伸数百公里的射纹束和微弱的射纹斑。

## 卫星陨石坑

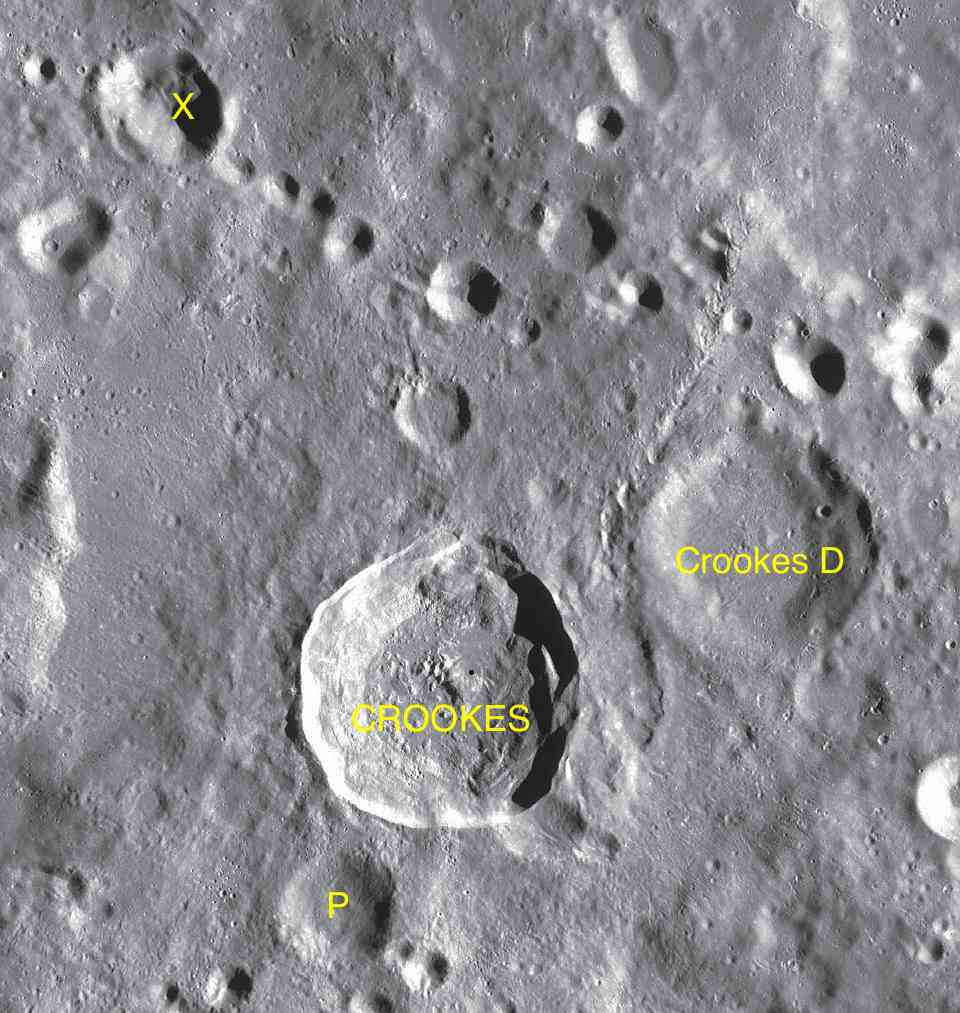
LAC-87 月图

按惯例，最靠近克鲁克斯陨石坑的卫星坑在月图上以字母标注在该坑中心点的旁边。
| 克鲁克斯 | 纬度     | 经度      | 直径      |
| -------- | -------- | --------- | --------- |
| D        | 9.60° S  | 163.28° W | 40.14公里 |
| P        | 11.64° S | 165.68° W | 20.38公里 |
| X        | 7.13° S  | 166.68° W | 22.54公里 |

- 卫星坑克鲁克斯 D形成于酒海纪[4]。